# Elli Pikkujämsä
Elli Pikkujämsä (Turku, 24 oktober 1999) is een voetbalspeelster uit Finland. Ze speelt als verdediger voor FC Rosengård in de Damallsvenskan.

## Clubcarrière
Pikkujämsä groeide op in de wijk Runosmäki van Turku. In haar jeugdjaren beoefende ze basketbal, zwemmen, tennis en snowboarden. In laatstgenoemde won ze een zilveren medaille tijdens een jeugdkampioenschap in 2014 en een bronzen medailles in 2015. Ook won ze een zilveren medaille tijdens de Olympische Jeugdwinterspelen 2016.
Pikkujämsä kwam in haar jeugd uit voor Turun Weikot en Turun Palloseura (TPS) en Honka. Op 13 december 2017 werd Pikkujämsä gepresenteerd bij laatstgenoemde.
In 2019 werd ze uitgeroepen tot beste verdediger van de Kansallinen Liiga. Datzelfde jaar maakte ze de overstap naar het Zweedse KIF Örebro DFF. Pikkujämsä verlengde op 3 november 2022 haar contract in Örebro met een jaar.
In december 2022 ging Pikkujämsä bij Racing Louisville FC een Amerikaans avontuur aan. In haar debuutseizoen bij Louisville kwam ze tot achttien optredens en een doelpunt. Pikkujämsä liep in maart 2024 een knieblessure op.
Pikkujämsä maakte op 21 juli 2025 de overstap naar het Zweedse FC Rosengård, dat een transfersom overmaakte naar Racing Louisville FC voor haar komst.

## Statistieken
| Seizoen | Club                 | Land             | Competitie        | Wedstrijden | Doelpunten |
| ------- | -------------------- | ---------------- | ----------------- | ----------- | ---------- |
| 2017    | TPS                  | Finland          | Kansallinen Liiga | 4           | 5          |
| 2018    | FC Honka             | Finland          | Kansallinen Liiga | 2           | 2          |
| 2019    | FC Honka             | Finland          | Kansallinen Liiga | 22          | 1          |
| 2020    | FC Honka             | Finland          | Kansallinen Liiga | 22          | 0          |
| 2021    | FC Honka             | Finland          | Kansallinen Liiga | 21          | 1          |
| 2022    | FC Honka             | Finland          | Kansallinen Liiga | 24          | 4          |
| 2023    | Racing Louisville FC | Verenigde Staten | NWSL              | 18          | 1          |
| 2024    | Racing Louisville FC | Verenigde Staten | NWSL              | 3           | 0          |
| 2025    | Racing Louisville FC | Verenigde Staten | NWSL              | 1           | 0          |
| 2025    | FC Rosengård         | Zweden           | Damallsvenskan    | 0           | 0          |
| Totaal  | Totaal               | Totaal           | Totaal            | 189         | 25         |

Bijgewerkt t/m 21 juli 2025.

## Interlandcarrière
Pikkujämsä werd voor het eerst opgeroepen voor het Finse nationale team voor op de Cyprus Women's Cup in 2019. Ze debuteerde op 1 maart 2029 in een wedstrijd tegen Tsjechië. Een jaar later was ze opnieuw van de partij op hetzelfde toernooi.
In 2022 werd Pikkujämsä opgenomen in de Finse selectie voor op het EK 2022 in Engeland.
In 2023 won Pikkujämsä met Finland voor de eerste keer in de geschiedenis de Cyprus Women's Cup.
Pikkujämsä maakte op 18 juli 2023 in een wedstrijd tegen Schotland haar eerste interlanddoelpunt in de 25ste minuut.
Een jaar later won ze met Finland ook de Pinatar Cup voor de eerste keer.